# Conférence d'Aparecida
La cinquième Conférence générale de l'épiscopat latino-américain, dite Conférence d'Aparecida, est la cinquième session du Conseil épiscopal latino-américain, qui a lieu du 13 au 31 mai 2007 dans la Basilique Notre-Dame à Aparecida au Brésil.
Le pape Benoît XVI assiste au lancement de la conférence ; durant celle-ci, le cardinal argentin Jorge Bergoglio, futur pape François, joue un rôle de premier plan dans la rédaction du document final.
Ce dernier est globalement très apprécié, même si certains observateurs regrettent que son ton consensuel masque les sujets les plus brûlants, en particulier la question de la théologie de la libération. En tout état de cause, la conférence d'Aparecida marque un apaisement des relations entre Rome et l'Amérique latine. En effet, quinze ans auparavant, la conférence de Saint-Domingue avait été vécue comme une remise en cause par Rome de la spécificité ecclésiale latino-américaine.

## Contexte
La précédente conférence, à Saint-Domingue, avait été un échec. En effet, la Curie romaine avait pesé pour être très largement représentée et ainsi bloquer les votes des propositions n'allant pas dans le sens qu'elle préconisait. Pour autant cet échec avait eu un effet inattendu en renforçant considérablement l'unité à l'intérieur du Conseil épiscopal latino-américain contre les tentatives d'imposer de l'extérieur une pastorale qui ne tienne pas compte de la réalité du terrain latino-américain.
Le principe même du cycle des conférences à intervalle régulier d'une douzaine d'années est mis à mal par la volonté de Jean-Paul II de créer un synode continental, qui laisse craindre aux évêques sud-américains que leur institution soit marginalisée. En 2005, pour le cinquantenaire de la fondation du CELAM, un sondage concernant la pertinence d'une nouvelle conférence est envoyé aux conférences nationales ; l'enthousiasme des répondants montre l'attente exprimée d'une nouvelle rencontre. Le pape donne son accord, mais souhaite initialement que cette conférence ait lieu à Rome en février 2007. Entretemps, le nouveau pape Benoît XVI décide de déplacer le lieu de la rencontre à Aparecida. Au passage, le thème « Disciple et missionnaire de la foi catholique » est légèrement remanié en « Disciples et missionnaires de Jésus-Christ, pour qu’en Lui nos peuples aient la vie. Je suis le Chemin, la Vérité et la Vie », montrant ainsi le recentrage théologique souhaité sur le Christ.
Les organisateurs de la conférence d'Aparecida forment donc le souhait que cette dernière marquent une rupture avec celle de Saint-Domingue, de la même manière que la conférence de Medellín avait marqué une rupture franche avec celle de Rio.

## Préparation
Le document préparatoire est rédigé sous les derniers mois du pontificat de Jean-Paul II, mais publié en septembre 2005, alors que le nouveau pape est Benoît XVI. Les sources de ce document sont principalement les encycliques et autres textes publiés par le pape polonais ainsi que le Catéchisme de l'Église catholique. Son langage est jugé abstrait et essentialiste par un des futurs participants, la réalité sociale étant abordée trop tard dans le document selon lui ; l'anthropologie et la christologie qui en résultaient ne s'incarnaient pas dans les réalités locales, ecclésiales et humaines. En outre, le texte n'évoquait pas assez le Saint-Esprit ni le Royaume de Dieu,.
Deux mille quatre cents pages de réaction à ce document préparatoire sont en conséquence envoyés par les différents organismes invités au CELAM. Ce dernier forme une commission chargée de classer thématiquement et d'étudier ces réponses ; une synthèse de l'ensemble est publiée, à destination des participants mais aussi du grand public.

## Déroulement

### Calendrier
La première semaine de la conférence est consacrée à l’étude des divers aspects de la réalité latino-américaine. Durant la seconde, chaque groupe cherche à répondre, dans sa thématique propre, à la question « être des disciples de Jésus Christ » dans ce contexte, et sur les différentes propositions pastorales à mettre en œuvre. La troisième semaine est celle de la rédaction du document final. Une des caractéristiques de la conférence est que, pour la première fois, elle se déroule dans un lieu public, un sanctuaire marial très fréquenté. Ainsi, les célébrations liturgiques ne rassemblent pas que les participants mais également les fidèles locaux ou de passage.

### Figures notables

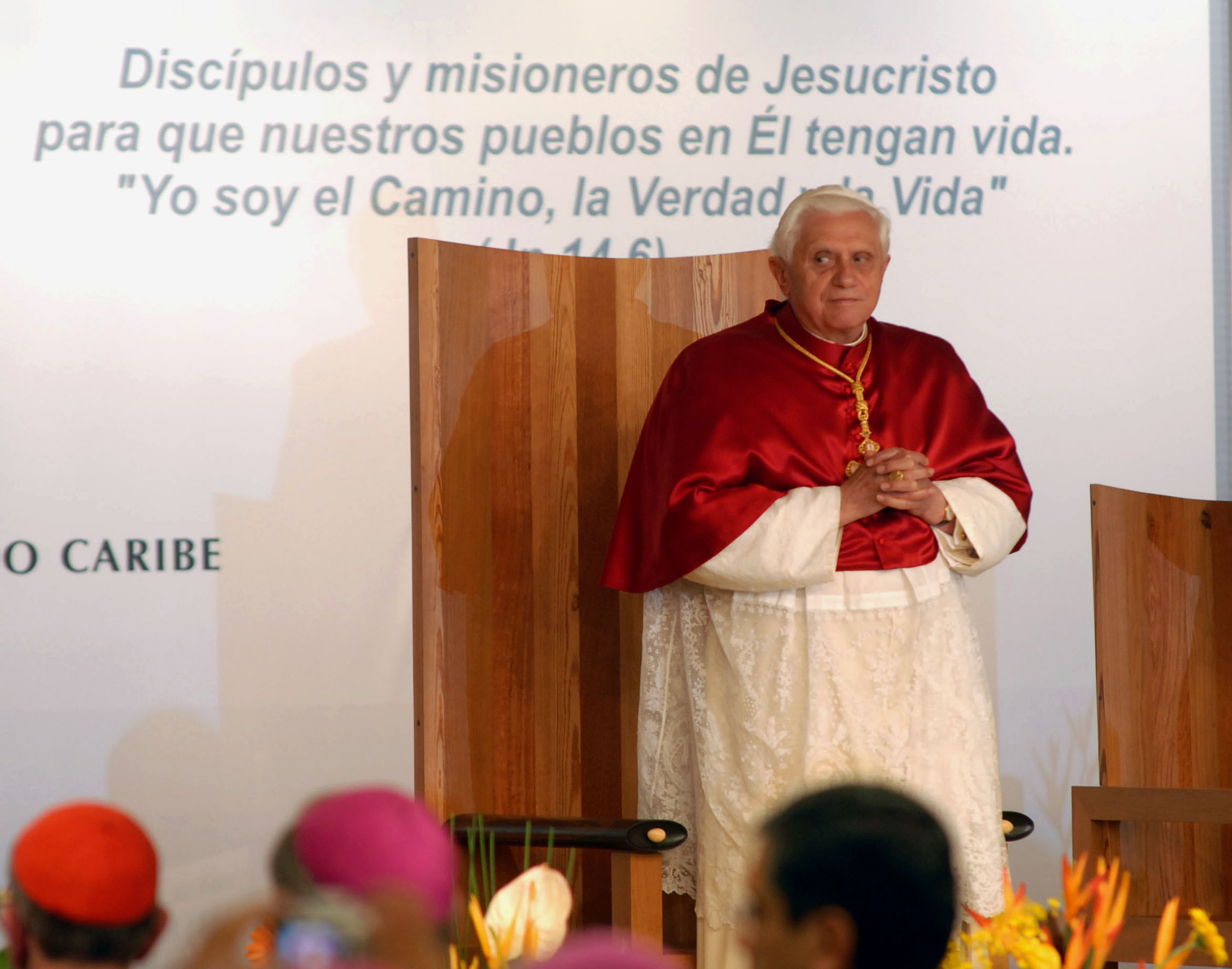
Benoît XVI lors de l'ouverture de la Conférence.

Benoît XVI est présent à l'ouverture de la Conférence et prononce le discours inaugural. Sa parole est jugée conciliatrice, reprenant les idées des discours et des documents antérieurs, sans nouveautés particulières mais aussi sans donner de leçons. Le pape évite les sujets polémiques et ne donne pas de prise aux critiques annoncées des conservateurs.
Un des personnages clefs de la conférence est la cardinal argentin Jorge Bergoglio, qui est élu pape six ans plus tard sous le nom de François. En 2007, il est élu à la charge de coordination de la rédaction finale du document.
De nombreux observateurs estiment que le « climat positif » de la conférence est en grande partie dû à la présence de Jorge Bergoglio, notamment grâce à son « patient travail de microingénierie » visant à prendre en compte l'avis de chacun, et dont il réalise « non pas une synthèse mais une harmonie ».

### Méthodes
Les participants sont initialement divisés sur la question du document final. Trois tendances s'expriment, la première étant défavorable à la rédaction d'un document, la seconde en faveur d'une document bref. C'est la troisième qui finit par s'imposer, avec un document de grande ampleur.
Les bases du dialogue ne sont pas un « texte de base pré-confectionné mais un dialogue ouvert », selon les propres mots de Jorge Bergoglio. La méthode expérimentée notamment dans les années 1960 et 1970 — « Voir, juger et agir » — est reprise dans les sept commissions principales et les seize sous-commissions.

## Thématiques abordées
L'option préférentielle pour les pauvres est, comme à Medellín en 1968, rappelée dans le document final qui, long de 247 pages dans sa version en français, compte dix chapitres.
Le document insiste également sur la vision d'une Église « qui existe pour évangéliser, avec audace et liberté, à tous les niveaux ».

## Conséquences
La conférence d'Aparecida est lue a posteriori comme un moment d'apaisement entre Rome et les Églises locales latino-américaines. Une synthèse y est menée dans le document final entre un engagement social de l’Église et une vie théologale réaffirmée. La vocation de chaque chrétien à être un « disciple missionnaire » est rappelée, ainsi que l'importance des communautés ecclésiales de base.
La conférence se veut le lancement d'« nouvelle étape pastorale dans le sous-continent ».
Le document final constitue cependant pour certains observateurs une déception. Très consensuel, il évite les questions polémiques et adopte un ton de réconciliation. Ses silences sur certains sujets, et en particulier la théologie de la libération, sont parfois analysés comme des « suspicions anciennes et un conservatisme caché » ; à cette aune, il incarne « une ligne médiane ecclésiale sans inspiration prophétique ni geste courageux ».